# ぴぐれっと
ぴぐれっとは、神奈川県横浜市の社会福祉法人で、1983年障がい児を抱える母親たちのお菓子作りやバザーの企画運営をするグループ「つぼみの会」として発足、1987年、現在の「ぴぐれっと」の名に改称、以来、障がい児の福祉作業所から、知的障害者小規模通所授産施設、グループホーム、地域支援センター、ケアホームなど、横浜市の泉区に19ヶ所の拠点で、多機能型事業所を中心に展開している。

## 構成
- 多機能型事業所ぴぐれっと　新橋 - ぴぐれっと1～3

- 多機能型事業所ぴぐれっと　緑園 - ぴぐれっと4、5
- 生活介護事務所ぴぐれっと　弥生台 - ぴぐれっと6
- グループホーム（ケアホーム）　共同生活援助（共同生活介護）- グループホームみなみ風事務所（総合窓口）、みなみ風1～10
- 居宅介護・移動支援・重度訪問介護 - 地域支援センターぴぐれっと
- 指定特定相談支援 - 地域相談室ぴぐれっと

## ドキュメンタリー
2002年公開の伊勢真一監督のでキュメンター「ぴぐれっと」 でこの活動の一端が公開され、世間に知られるようになった。